# Октябрьск (Иркутская область)
Октябрьск — посёлок в Братском районе Иркутской области России. Входит в состав Харанжинского сельского поселения. Находится примерно в 97 км к юго-юго-востоку (SSE) от районного центра, города Братска, на высоте 423 метров над уровнем моря.

## Население
| 2002 | 2010 | 2011 | 2012 |
| ---- | ---- | ---- | ---- |
| 407  | ↘164 | ↘163 | ↘154 |

## Улицы
Уличная сеть посёлка состоит из 5 улиц.